# Chan-Chan
Chan-Chan es una playa y sitio arqueológico en la costa al sur de Mehuín, en la comuna de Mariquina, región de Los Ríos, en el sur de Chile.

## Descripción
La playa de Chan-Chan se extiende al norte hasta el tómbolo de Punta Huezhui y al sur hasta una península. El sitio arqueológico en sí está ubicado sobre la playa, en una terraza costera, que fue formada por sedimentos de origen alóctono (exótico) y autóctono (local). El material alóctono consiste en rocas volcánicas y conchas de moluscos retransportadas. El material autóctono está compuesto principalmente por arenas, gravas y turba.

## Hallazgos arqueológicos
Chan-Chan fue habitado por cazadores-recolectores durante dos períodos del Arcaico Medio, separados por una pausa. Un período se extiende desde 6420 hasta 6250 AP y el otro desde 6130 hasta 5730 AP.
Tras examinar varios artefactos encontrados en la costa de las áreas de Valdivia y Concepción, el arqueólogo Osvaldo Menghin afirmó que los hallazgos pertenecen a un «complejo chanchaense», una cultura arqueológica que se habría extendido desde la isla Quiriquina (37 °S) por el norte hasta Tierra del Fuego (55 °S) por el sur. Los habitantes de Chan-Chan tuvieron acceso a una diversidad sustancial de rocas, con esquistos, basalto, cuarzo y pedernal que se encuentran cerca o en el sitio arqueológico. Los habitantes de Chan-Chan tenían incluso obsidiana gris del volcán Chaitén, ubicado al 400 km al sur de Chan-Chan. Hasta 2005, se han encontrado 3484 artefactos de piedra y más de 12 mil tallados en Chan-Chan, así como huesos de mamíferos, aves y peces, además de conchales de invertebrados marinos. Algunos de los artefactos encontrados corresponden a puntas de flechas, cuchillos, martillos, pesas de red flotante y raspadores. Junto a estos, se han identificado en el sitio diferentes lugares destinados para actividades diferentes, tales como elaboración de herramientas, faenas, fuego, dormir, etc. Tales vestigios de la presencia humana en el sitio hablaría de la antigua presencia huilliche-lafquenche en la zona de Mariquina.
Las capas superficiales del sitio Chan-Chan fueron lavadas por el tsunami que siguió al terremoto de Valdivia de 1960, que produjo olas de 12 a 15 metros. Estas olas posiblemente emplazaron algunos adoquines en forma de disco en la terraza de Chan-Chan. El mismo tipo de adoquines en forma de disco se encuentran también en las capas inferiores de ocupación humana en Chan-Chan, dejando abierta la posibilidad de que fueron depositados por un antiguo tsunami, según Pino y Navarro.

### El hombre de Chan-Chan
En el sitio se descubrieron osamentas de un hombre de unos 23 años, de una antigüedad, según dataciones carbónicas, de poco más de 5300 a. C. El hombre que fue enterrado con un ritual mortuorio, y fue encontrado a 60 cm de la superficie en una posición encorvada y de lado. Cerca suyo se hallaron un raspador y fogones a los lados, y debajo del cuerpo existía una capa de cenizas, rasgo tradicional de los cazadores-recolectores americanos del periodo arcaico.